# Кастильо, Анна
Анна Кастильо (исп. Anna Castillo; род. 9 октября 1993, Барселона, Испания) — испанская актриса

.

## Биография
С семи лет Кастильо поступила в различные актёрские школы Барселоны и Мадрида, а затем училась в колледже Святого Иоанна Боско Орта. В 2011 году она получила степень бакалавра искусств. С 2005 по 2011 год она входила в состав музыкальной группы «sp3», в которой была певицей и танцовщицей. После того как группа отошла от публичных выступлений актриса стала частью телевизионного шоу «la Família dels supers» на TV3 с 2011 по 2014 год.
Актёрский дебют Кастильо состоялся в 2009 году в телевизионном фильме «El enigma Giarcomo» на телеканале TV3, в котором она сыграла роль Майаны. В 2016 году Кастильо снялась в роли Альмы в фильме «Олива», за роль в котором она получила премию Гойи за лучшую новую актрису. Фильм также был назван одним из трех фильмов, которые могли бы быть выбраны в качестве заявки от Испании на лучший фильм на иностранном языке на 89-й церемонии вручения премии «Оскар», но он не был выбран.